# Індо-Тихоокеанська область

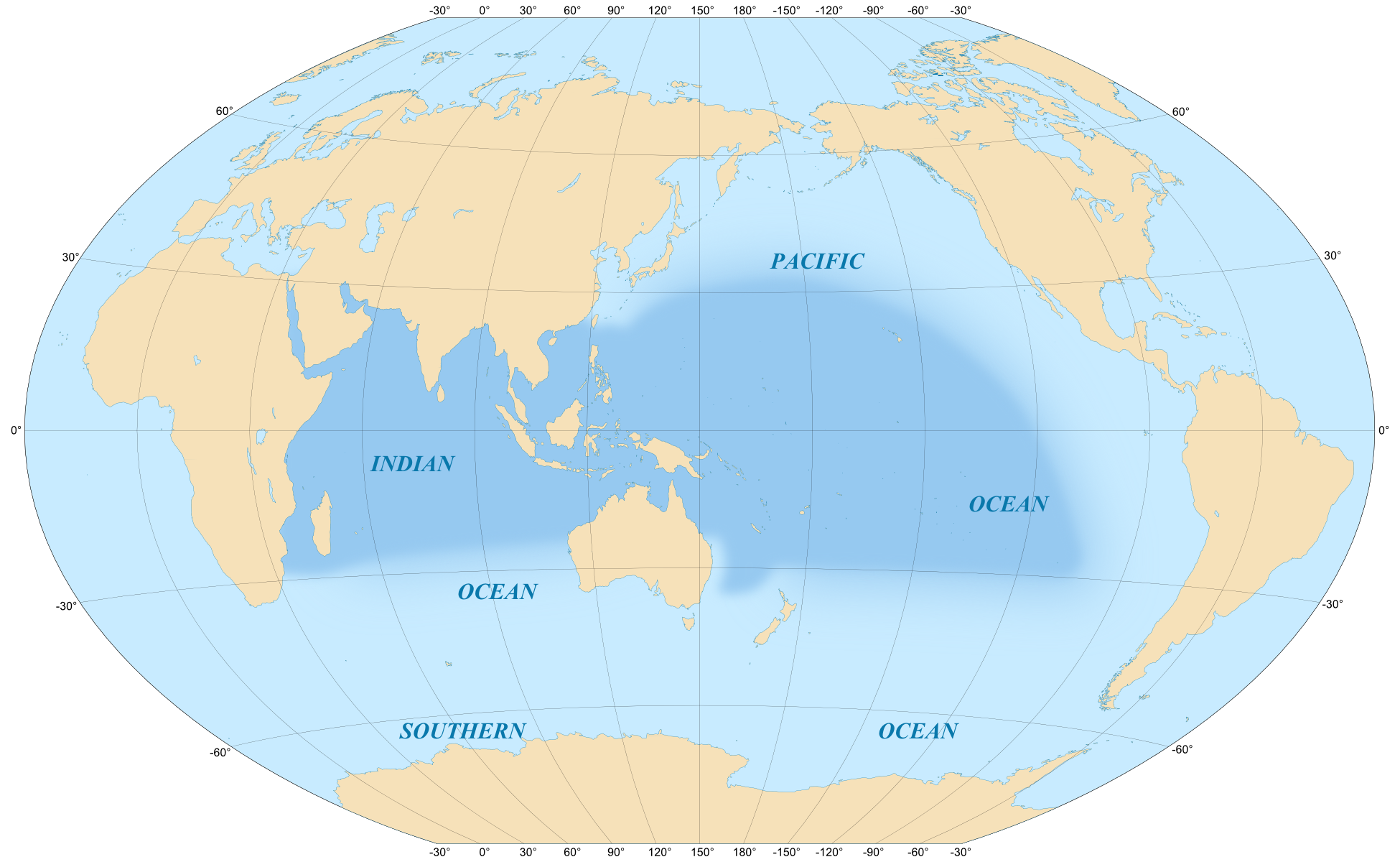
Карта Індо-Тихоокеанської області

Індо-Тихоокеанська область — біогеографічна область  тропічного регіону, що включає в себе території  Індійського і  Тихого океанів між 40° пн.ш. і 40° пд.ш., біля західного узбережжя  Південної Америки її кордон різко зрушено на північ під впливом холодної  Перуанської течії. Термін застосовується в  біогеографії,  біології океану та  іхтіології, адже моря цієї області, від Мадагаскару до Японії, є ареалом для багатьох видів тварин.
Місцеві відмінності у фауні дозволяють виділити дві підобласті: Індійсько-Западнопацифічна підобласть і Східнопацифічна підобласть.

## Фауна
Сприятливі температурні умови, зумовлені великою площею мілководь, і стабільність середовища протягом багатьох геологічних періодів призвели до розвитку тут виключно багатої фауни. Деякі представники фауни:
- Ссавці — дюгонь;
- Морські птахи — мандрівний альбатрос;
- Риби —  вітрильник, меч-риба, кузовкові, риби-папуги, хірургові.

Головну масу видів рифоутворюючих коралів Індо-Тихоокеанської області складають представники роду Acropora, їх тут близько 50 видів. Серед ракоподібних японський краб-павук (Macrocheira kaempferi), знайдений в Тихому океані, відомий тим, що він при розмірах до 3 м є найбільшим з відомих ракоподібних і взагалі членистоногих.